# Torre Negri
La casa torre Negri, detta Rella e nel secolo XVIII detta Piubellini, è un edificio residenziale di impianto medioevale con un elegante prospetto rinascimentale. La casa è appartenuta alla famiglia Negri di San Pietro e sorge a Trento in via San Pietro fuori dalle mura della città antica. 

## Storia
La torre nasce come residenza urbana dei Negri di San Pietro. Nel 1492 il principe vescovo Ulrico III la vende al farmacista Pellegrino Busio, figlio di Pietro Busio di Milano che erano signori di Nomi. Successivamente la proprietà passa alla famiglia Gamba; lo stemma di questa famiglia è inserito nel portale rinascimentale del balcone.
Nel 1386 è citato una torre situata in contrada San Pietro “ossia palazzo merlato, di muri e di legnami editato” che potrebbe essere la casa torri Negri. L’edificio è invece menzionato chiaramente nei documenti del 1492 che fanno riferimento alla vendita ai Busio. 
L’edificio appare in un’immagine di V. Arbosser che ritrae piazza San Pietro nel 1875.

## Descrizione

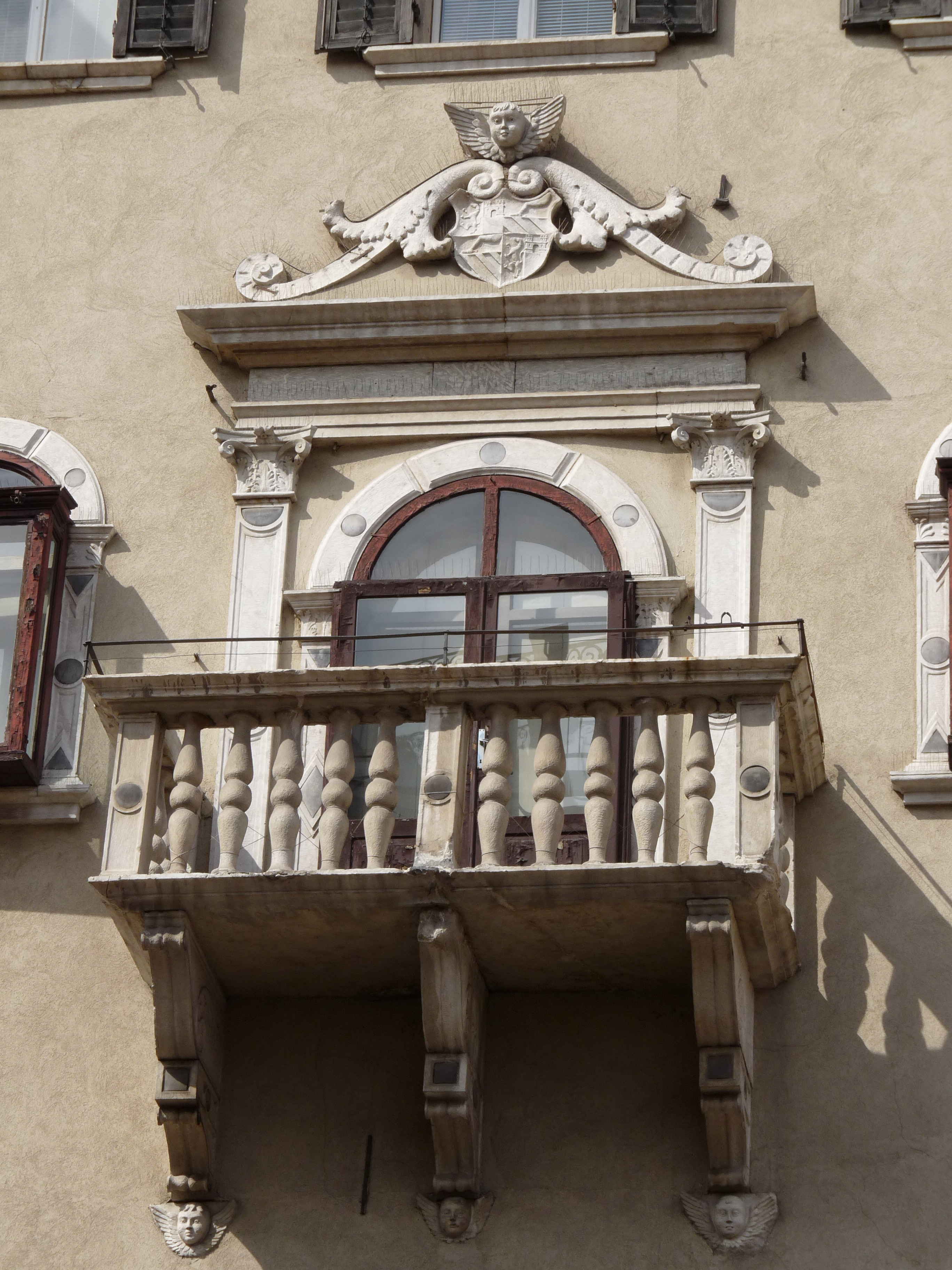
Il portale a tutto sesto incorniciato da una struttura modanata quadrangolare sulla cui cimasa è collocata l’insegna araldica.

La casa torre Negri è un edificio di impianto medioevale nato su strutture duecentesche preesistenti. 
Attualmente la torre è inglobata da altri edifici; si può vedere il prospetto Est su via San Pietro e il prospetto Nord a fianco della Galleria dei Legionari. 
Il prospetto Est su via San Pietro è completamente intonacato. Sulla facciata vi è un elegante prospetto rinascimentale con portalino archivoltato sul quale vie è uno scudetto nobiliare che non presenta insegne araldiche; vi sono poi due ordini di monofore modanate e un balconcino aereo retto da mensole scolpite con teste d’angelo e un portale a tutto sesto incorniciato da una struttura modanata quadrangolare sulla cui cimasa è collocata l’insegna araldica dei nobili Gamba inquadrato con gli stemmi delle altre famiglie nobili Negri di San Pietro, Busio e Figino. 
La facciata viene rinnovata nel 1546 come attestato nella data nel sottotetto. Durante questi interventi viene rimosso l’aspetto fortificato che non era considerato più pertinente per l’epoca.
Il prospetto Nord a fianco della Galleria dei Legionari mostra ancora quello che doveva essere il parametro originale in laterizio disposto a corsi orizzontali. 
La torre è alta e massiccia con una struttura quadrangolare. 
La torre originariamente terminava con merli a cosa di rondine; attualmente se ne possono vedere le tracce nonostante le modifiche apportate necessarie per la posa della copertura.